# Stenodesmus mexicanus
Stenodesmus mexicanus är en mångfotingart som beskrevs av Henri Saussure 1859. Stenodesmus mexicanus ingår i släktet Stenodesmus och familjen Xystodesmidae. Inga underarter finns listade i Catalogue of Life.